# 退钱哥
何胜（1981年1月20日—），以网络迷因“退钱哥”为人所知。中國足球球迷、中国二级足球裁判员、业余足球运动员，本职工作为结构工程师。

## 简介
何胜出生于新疆，大学毕业后在四川乐山从事结构设计工作，从高中时代起就热爱足球，是中国足球的球迷。
2016年10月6日，在世界杯亚洲区预选赛12强小组赛第三轮中，一场事关中国队能否晋级世界杯的比赛西安举行，赛前认为中国队坐拥主场之利，且对手叙利亚国家处于战乱之中，被认为是小组最弱，结果中國隊以0-1輸掉比賽。赛后时任乐视体育记者的巢怡雯在朱雀体育场外采访球迷，赛前购买了高价黄牛票（以人民币1600元的高价买下原价380元的票）并目睹了国足失利的何胜情绪激动，在镜头前大骂：“对得起我们吗？日你妈，退钱！”該采访视频在网上获得了很高的流量，何胜获得了“退钱哥”的称号，而他高喊“退钱”的表情包成为了网友们表达不顺的一种方式，例如买了东西不满意，“退钱”；事情不顺心，“退钱”。
2022年11月，他动身前往卡塔尔世界杯现场观看世界杯赛事，并称自己通过正规渠道买了票，不会再喊退钱。
2023年阿根廷中国行期间，何胜因在微博评论球票票價而陷入与梅西球迷之间的网络冲突。
2025年2月21日，何胜以球员身份加盟家乡新疆的业余球队伊犁天山花海俱乐部。